# الکساندر دوریمل
الکساندر دوریمل (انگلیسی: Alexandre Durimel؛ زادهٔ ۱۶ مارس ۱۹۹۰) بازیکن فوتبال اهل فرانسه است.
از باشگاه‌هایی که در آن بازی کرده‌است می‌توان به باشگاه ورزشی آمیان و باشگاه فوتبال دینامو بخارست اشاره کرد.